# Récompense des soldats méritants en Égypte antique
 (avril 2024).
Si vous disposez d'ouvrages ou d'articles de référence ou si vous connaissez des sites web de qualité traitant du thème abordé ici, merci de compléter l'article en donnant les références utiles à sa vérifiabilité et en les liant à la section « Notes et références ».
Récompenser un soldat méritant est, pour Pharaon, l'occasion de vérifier sa popularité. Durant longtemps, les pharaons ont eu pour coutume de récompenser leurs sujets les plus remarquables.

## Règne d'Akhenaton
En jetant de l'or à l'heureux élu depuis son balcon, devant la foule qui se presse, le roi affiche sa magnificence et sa gratitude.
Il arrive parfois que cette cérémonie se déroule à l'intérieur de l'enceinte du palais royal. Dans la grande cour, des ouvriers édifient un baldaquin en bois sculpté. Sur le socle, décoré de bas-reliefs, quatre colonnes supportent une plateforme recouverte d'un toit pour protéger du soleil.
Le pharaon emprunte un escalier encadré de sphinx à tête de faucon pour aller s'asseoir sur le trône. Tout autour, les récompenses sont disposées sur des tables : objets en or, coffrets, bijoux, statuettes en albâtre.
S'il y a plusieurs élus, des officiers les conduisent l'un après l'autre jusqu'au pied de l'estrade. Pharaon dispense à chacun un mot, une phrase pour saluer ses mérites. À ses pieds, les  scribes notent scrupuleusement les noms des impétrants et établissent un inventaire précis de ce que Pharaon a donné ce jour-là : objets en or, deben d'or et d'argent, terres et avancements.

## Règne deSéthiIer
Depuis le balcon de son palais, Séthi Ier offre à Hormin, chef du harem royal, un grand collier nommé « l'or de la récompense ».